# Sorokino (Kaliningrad)
Sorokino (russisch Сорокино, deutsch Groß Skaisgirren, 1938 bis 1945 Großschirren, litauisch Didieji Skaisgiriai) ist ein Ort in der russischen Oblast Kaliningrad. Er gehört zur kommunalen Selbstverwaltungseinheit Munizipalkreis Krasnosnamensk.

## Geographische Lage
Sorokino liegt 16 Kilometer südwestlich der Rajonstadt Krasnosnamensk (Lasdehnen/Haselberg) und 20 Kilometer nordwestlich der einstigen Kreisstadt Pillkallen (1938 bis 1945: Schloßberg, heute russisch: Dobrowolsk). Durch den Ort verläuft eine Nebenstraße (27K-105), die Krasnosnamensk über Tolstowo (Löbegallen/Löbenau) mit Uslowoje (Rautenberg) verbindet. Eine Bahnanbindung ist nicht vorhanden.

## Geschichte
Das als Skeisegira im Jahre 1542 erstmals erwähnte Dorf war im 18. Jahrhundert als Skaisgirren ein meliertes Dorf. Im Jahr 1874 wurde die Landgemeinde Groß Skaisgirren in den neu eingerichteten Amtsbezirk Rautenberg im Kreis Ragnit eingegliedert. 1879 wurden die Landgemeinden Barachelen (heute Teil von Uslowoje) und Grünfelde (54° 52′ 10″ N, 22° 18′ 21″ O, nicht mehr vorhanden) eingemeindet. Offenbar in diesem Zusammenhang wurde die Landgemeinde in einen Gutsbezirk umgewandelt. 1912 wurde Barachelen wieder ausgegliedert und kam zur Landgemeinde Klein Skaisgirren. Der Gutsbezirk Groß Skaisgirren wurde 1928, inzwischen im Kreis Tilsit-Ragnit gelegen, an die Landgemeinde Karohnen angeschlossen. Dort erfolgte 1938 die Umbenennung des Ortsteils in Großschirren.
1945 kam der Ort in Folge des Zweiten Weltkrieges mit dem nördlichen Ostpreußen zur Sowjetunion.
Im Jahr 1947 erhielt (offenbar) der Ort nun wieder eigenständig (als „Groß Kaitren“) die russische Bezeichnung Sorokino und wurde gleichzeitig dem Dorfsowjet Tolstowski selski Sowet im Rajon Krasnosnamensk zugeordnet. 1950 erfolgte zusammen mit den Nachbarorten Wingeruppen/Windungen und Czuppen/Schuppen noch eine weitere Umbenennung in Dunaiskoje. Es ist unbekannt, wie das vor Ort gehandhabt wurde. Später gelangte Sorokino in den Wesnowski selski Sowet. Von 2008 bis 2015 gehörte der Ort zur Landgemeinde Wesnowskoje selskoje posselenije, von 2016 bis 2021 zum Stadtkreis Krasnosnamensk und seither zum Munizipalkreis Krasnosnamensk.

### Einwohnerentwicklung
| Jahr | Einwohner | Bemerkungen                        |
| ---- | --------- | ---------------------------------- |
| 1867 | 205       |                                    |
| 1871 | 192       |                                    |
| 1885 | 249       | Davon in Barachelen 58             |
| 1905 | 226       | Davon in Barachelen 61             |
| 1910 | 246       |                                    |
| 1925 | 94        | ohne das ausgegliederte Barachelen |
| 1984 | ~ 20      |                                    |
| 2002 | 37        |                                    |
| 2010 | 32        |                                    |
| 2021 | 44        |                                    |

## Kirche
Die Bevölkerung Groß Skaisgirrens resp. Großschirrens war vor 1945 fast ohne Ausnahme evangelischer Konfession. Somit war das Dorf in das Kirchspiel der Kirche Rautenberg (Ostpreußen) eingepfarrt und in die Diözese Ragnit im Kirchenkreis Tilsit-Ragnit innerhalb der Kirchenprovinz Ostpreußen der Kirche der Altpreußischen Union integriert. Heute liegt Sorokino im Einzugsbereich der neu entstandenen evangelisch-lutherischen Gemeinde in Sabrodino (Lesgewangminnen, 1938 bis 1946 Lesgewangen) im Gebiet der Propstei Kaliningrad (Königsberg) der Evangelisch-lutherischen Kirche Europäisches Russland.